# 2015년 아프리카 네이션스컵 3차 예선
이 문서는 2015년 아프리카 네이션스컵 예선의 3차 예선에 대한 문서이다.

## 방식
최종 예선에 자동 진출하는 21개 팀을 제외한 팀들 중 시드가 가장 낮은 팀들이 홈 앤 어웨이 방식의 플레이오프를 치러서 팀 숫자를 28개로 맞춘 후 그 팀들이 2차 예선에 참가하게 된다. 2차 예선에서도 홈 앤 어웨이 방식의 플레이오프를 치러서 팀 수를 14개로 줄이고, 3차 예선에서도 역시 팀 수를 절반인 7개로 줄여 최종 예선에는 28개 팀이 참가하게 된다.

## 대진표
추첨 결과는 다음과 같다. 다음 대진표는 최종 예선까지 이용된다.
먼저 2차 예선에서 팀 1 대 팀 2, 팀 3 대 팀 4로 치르고 양 경기의 승자가 3차 예선에서 대결하게 된다.
- 아래 표에서 굵은 글씨가 2차 예선을 통과하여 3차 예선을 치르는 팀이다.

| 라이베리아      | 레소토      | 케냐                | 코모로     | C |
| 마다가스카르    | 우간다      | 모리타니            | 적도 기니  | E |
| 나미비아        | 콩고 공화국 | 리비아              | 르완다     | A |
| 부룬디          | 보츠와나    | 중앙아프리카 공화국 | 기니비사우 | G |
| 스와질란드      | 시에라리온  | 감비아              | 세이셸     | D |
| 상투메 프린시페 | 베냉        | 말라위              | 차드       | B |
| 탄자니아        | 짐바브웨    | 모잠비크            | 남수단     | F |

## 경기 결과
| 팀 1        | 합계              | 팀 2       | 1차전 | 2차전 |
| ----------- | ----------------- | ---------- | ----- | ----- |
| 레소토      | 1 - 0             | 케냐       | 1 - 0 | 0 - 0 |
| 우간다      | 3 - 0             | 모리타니   | 2 - 0 | 1 - 0 |
| 콩고 공화국 | 부전승            | 르완다     | 2 - 0 | 0 - 2 |
| 보츠와나    | 3 - 1             | 기니비사우 | 2 - 0 | 1 - 1 |
| 시에라리온  | 부전승            | 세이셸     | 2 - 0 | 없음  |
| 베냉        | 2 - 2 (3 - 4 PSO) | 말라위     | 1 - 0 | 0 - 1 |
| 탄자니아    | 3 - 4             | 모잠비크   | 2 - 2 | 1 - 2 |

### 1경기
| 레소토 | 1 : 0 | 케냐 |
| ------ | ----- | ---- |
|        |       |      |

| 케냐 | 0 : 0 | 레소토 |
| ---- | ----- | ------ |
|      |       |        |

레소토가 합계 1 : 0으로 최종 예선에 진출하였다.

### 2경기
| 우간다 | 2 : 0 | 모리타니 |
| ------ | ----- | -------- |
|        |       |          |

| 모리타니 | 0 : 1 | 우간다 |
| -------- | ----- | ------ |
|          |       |        |

우간다가 합계 3 : 0으로 최종 예선에 진출하였다.

### 3경기
| 콩고 공화국 | 2 : 0 | 르완다 |
| ----------- | ----- | ------ |
|             |       |        |

| 르완다   | 2 : 0 | 콩고 공화국 |
| -------- | ----- | ----------- |
|          |       |             |
| 승부차기 |       |             |
|          | 4 : 3 |             |

르완다가 합계 2 : 2로 최종 예선에 진출하였다. (승부차기 승) 그러나 르완다가 부적격 선수인 다디 비로리(Daddy Birori)를 출전시킨 사실이 발각되어 실격 처리되었다. 이에 따라 콩고 공화국이 르완다를 대신하여 3차 예선에 진출하게 되었다.

### 4경기
| 보츠와나 | 2 : 0 | 기니비사우 |
| -------- | ----- | ---------- |
|          |       |            |

| 기니비사우 | 1 : 1 | 보츠와나 |
| ---------- | ----- | -------- |
|            |       |          |

보츠와나가 합계 3 : 1로 최종 예선에 진출하였다.

### 5경기
| 시에라리온 | 2 : 0 | 세이셸 |
| ---------- | ----- | ------ |
|            |       |        |

| 세이셸 | 취소됨 | 시에라리온 |
| ------ | ------ | ---------- |
|        |        |            |

세이셸은 2014년 서아프리카 에볼라 유행에 따른 감염 우려로 2차전이 치러지기 전에 기권하였다. 이에 따라 시에라리온이 부전승으로 최종 예선에 진출하였다.

### 6경기
| 베냉 | 1 : 0 | 말라위 |
| ---- | ----- | ------ |
|      |       |        |

| 말라위   | 1 : 0 | 베냉 |
| -------- | ----- | ---- |
|          |       |      |
| 승부차기 |       |      |
|          | 4 : 3 |      |

말라위가 합계 1 : 1로 최종 예선에 진출하였다. (승부차기 승)

### 7경기
| 탄자니아 | 2 : 2 | 모잠비크 |
| -------- | ----- | -------- |
|          |       |          |

| 모잠비크 | 2 : 1 | 탄자니아 |
| -------- | ----- | -------- |
|          |       |          |

모잠비크가 합계 4 : 3으로 최종 예선에 진출하였다.

## 같이 보기
- 2015년 아프리카 네이션스컵 1차 예선
- 2015년 아프리카 네이션스컵 2차 예선
- 2015년 아프리카 네이션스컵 최종 예선